# Frontaufklärung
Unter „Frontaufklärung“ waren die operativen Verbände und Führungsstellen der Abwehr der Wehrmacht zu verstehen, die sich im Zweiten Weltkrieg mit der frontnahen Spionage, Sabotage und Spionageabwehr/Gegenspionage befassten. Frontaufklärung war somit eine Aufgabe des militärischen Geheimdienstes, die deshalb mit geheimdienstlichen Mitteln erfolgte. Dabei kamen meist V-Leute und Agenten zum Einsatz, die aus unterschiedlichen Gründen mit der Abwehr kooperierten. Träger der geheimen Aufklärung vor dem Krieg waren solche aus der Abwehr-Zentrale oder den Abwehrleitstellen geführte Verbindungen ins Ausland, z. B. zur ukrainischen Untergrundorganisation OUN.
Eng verbunden mit der Frontaufklärung war der ab 1941 offiziell als „Feindnachrichtendienst“ bezeichnete militärische Lagedienst innerhalb der Stäbe der großen Wehrmachtsverbände. Träger des Feindnachrichtendienstes war in erster Linie der sogenannte Dritte Generalstabsoffizier oder Ic-Offizier, weshalb man den Feindnachrichtendienst auch als „Ic-Dienst“ bezeichnete. Die Feststellung der Feindlage war eine Führungsaufgabe, weshalb sie eine Generalstabsausbildung verlangte. Basis der Lageerfassung waren Meldungen der Truppe, Gefangenenvernehmungen und die Auswertung des Funkverkehrs und von Beutematerial. Der Feindnachrichtendienst war prinzipiell für die militärische Analyse der Kräftegliederungen zur Lagedarstellung für die Truppenführung zuständig. Im Unterschied dazu hatte die Frontaufklärung die operative und geheime Beschaffung von militärischen und politischen Informationen zum Ziel, die auch die Kontrolle und Sicherheit der eigenen Kräfte beinhaltete. Die Frontaufklärung lieferte aber natürlich auch Beiträge zur Feindlage.
Die Frontaufklärung bestand schon vor Kriegsbeginn in Form der Abwehrleitstellen am Sitz der Wehrbezirke. Die dortigen Abwehroffiziere stellten bei Kriegsbeginn sowohl der Abwehr wie auch den Oberkommandos der Armeen die geheim beschafften Informationen über den Gegner zur Verfügung. Geheime Kommandos der Abwehrstellen und der Abwehrzentrale begleiteten die Wehrmachtseinheiten deshalb nach Kriegsbeginn. Diese Kommandos wurden von wissenschaftlich orientierten Spezialisten in Form von Reserve-Offizieren unterstützt, die Beziehungen und Kenntnisse in die jeweilige Zielregion hatten und deren Sprache und Kultur verstanden. Sie sorgten mit ihren Kenntnissen und Verbindungen dafür, dass der Frontaufklärung ausreichend Kollaborateure als V-Leute oder Dolmetscher zur Verfügung standen.
Nach Beginn des Russland-Feldzugs erhielten die Abwehrkommandos eine Nummerierung entsprechend ihres Einsatzbereichs, also 1xx für Abwehr I, 2xx für Abwehr II und 3xx für Abwehr III. Analog ging man bei den kleineren Abwehrtrupps vor. Im Osten erfolgte von 1941 bis 1943 die Ausbildung der Abwehrtrupps zentral in Sulejowek bei Warschau über die Leitstellen Walli I bis III unter der Gesamtführung von Oberstleutnant Heinz Schmalschläger.
Ab 1944 erhielten die Einheiten die neue Bezeichnung Frontaufklärungs-Kommandos (FAK) und -Trupps (FAT). Die Personalstärke dieser Kommandos lag laut Stellenplan bei 12 Offizieren, 17 Unteroffizieren und 39 Mann. Bei den Trupps waren es 6 Offiziere, 13 Unteroffiziere und 22 Mann.
Die von ihnen gesammelten Informationen wurden über frontnahe „Meldeköpfe“ an die Abwehr-Leitstellen und an die Zentralen der Abwehr I, II oder III weitergegeben. Natürlich erhielten auch die Stäbe der Heeresgruppen und Armeen die Ergebnisse der Frontaufklärungsverbände. Aufträge erhielten die Abwehrtrupps entweder von der Zentrale der Abwehr I, II oder III, von den Abwehr-Leitstellen oder unmittelbar von den Ic/Abwehroffizieren in den höheren Stäben der Wehrmacht. Die Einheiten konnten darüber hinaus auch im eigenen Ermessen operieren.

## Frontaufklärung I
Die Verbände der Frontaufklärung I bildeten den Kern der Frontaufklärung mit der eigentlichen Nachrichtenbeschaffung durch Spionage im Bereich der Front. Dazu nutzte man Oppositionelle oder Kriegsgefangene, die sich bereit erklärten, beim Gegner Spionage zu betreiben, denn deutsches Personal war dafür nicht ausreichend vorhanden. Zur Umsetzung dieser Vorhaben war eine gründliche Schulung und genaue Kenntnisse der aktuellen Verfahren, Dokumente und Uniformen auf der Gegenseite erforderlich.
Beispiele:
- Die Leitstelle I Ost (Walli I) unter Oberstleutnant Hermann Baun arbeitete mit ehemaligen zaristischen Offizieren (z. B. Boris Holmston-Smyslowski, Peter Wladimir von Glasenapp, Nikolai Baranowski) und anderen Kollaborateuren und steuerte die Spionage/Frontaufklärung der Abwehr I an der gesamten Ostfront. Baun arbeitete zuletzt im Verbund mit der Auswertungs-Abteilung Fremde Heere Ost im OKH und war auch bestens mit dem Sicherheitsdienst der SS (SD) vernetzt. Baun war nach Kriegsende Mitbegründer der Organisation Gehlen.
- Obwohl er streng genommen nicht zur eigentlichen Frontaufklärung gehörte, sei hier der V-Mann der Abwehrstelle Wien, Richard Kauder genannt. Unter dem Decknamen „Klatt“ besorgte der deutsch-jüdischen Meisterspion von 1941 bis 1944 beim Luftmeldekopf Südost in Sofia mit seinen Zuarbeitern Longin Ira und ex-General Anton Turkul viele Meldungen über die sowjetischen Streitkräfte. Er war deshalb für die Frontaufklärung insgesamt von besonderer Bedeutung.

## Frontaufklärung II
Die Verbände der Frontaufklärung II führten zwei grundlegende Arten von Operationen durch. Zum einen waren sie für die Verhinderung wie auch die Durchführung von Sabotageaktionen verantwortlich, zum anderen hatten sie den Auftrag der Diversion, also mit Hilfe der Propaganda und mit Kollaborateuren den Gegner in seiner Wehrfähigkeit zu zersetzen, zum Überlaufen zu bewegen oder sogar Aufstände auszulösen. Besonders die Abwehr II nutzte dazu Wissenschaftler mit gründlichen Kenntnissen der Zielregionen der Wehrmacht und Untergrundorganisationen in den Zielgebieten. Beispielhaft seien hier die Ostwissenschaftler Werner Markert, Hans Koch, Theodor Oberländer, Georg Gerullis oder Hans Raupach genannt. Bei bedeutenden Operationen waren diese Berater immer mit eingebunden. So bereiteten Hans Koch und Theodor Oberländer aus der Abwehrstelle Krakau heraus die Abwehr-II-Einsätze in der Ukraine vor.
Beispiele:
- Das Frontaufklärungskommando 202 unter Major Dietrich Witzel (Deckname Kirn) nahm 1944/45 auf Wunsch von Reinhard Gehlen und Konrad Stephanus Kontakt zur ukrainischen Untergrundbewegung auf, um diese in die deutschen Pläne einzubinden. Die Ukrainer führten nach Kriegsende ihren Untergrundkampf weiter fort.

- Das Frontaufklärungskommando 218 unter Rittmeister, dann Major Erwein von Thun und Hohenstein war mit seinen Einheiten 1944/45 in der Slowakei 1944/45 als „Kampfgruppe Edelweiss“ im Partisanenkampf an Kriegsverbrechen beteiligt.

- Der zum Frontaufklärungskommando 206 gehörende Frontaufklärungstrupp 213 von Leutnant Eugen Heinrich Weyde führte 1944/45 im Raum Stuhlweißenburg/Ungarn das Sonderunternehmen „Jaguar“ durch. Dabei gelang es dem Russisch sprechenden Weyde sogar mit drei russischen T-34 und einem Stoßtrupp die sowjetischen Linien zu durchdringen, Verwirrung anzustiften und ohne Verluste zurückzukehren.

## Frontaufklärung III
Die Frontaufklärung III war als Teil der Abwehr III in erster Linie zum Schutz der eigenen Streitkräfte vor Spionage oder Sabotage und der für Rüstung und Versorgung der Truppe bedeutenden Einrichtungen im Frontbereich verantwortlich. Einen Sonderauftrag hatte die Frontaufklärung III F mit der Gegenspionage. Sie sollte in die Reihen der gegnerischen Streitkräfte eindringen und von dort Informationen einholen. Auch in die eigenen Reihen schleuste die Abwehr III V-Leute ein, um Saboteure zu identifizieren. Die Verbände der Abwehr III an der Front hatten sich besonders eng mit der Geheimen Feldpolizei abzustimmen, die bei entsprechenden Feststellungen dann als Exekutivorgan der Wehrmacht tätig wurde. An der Ostfront war die Leitstelle Walli III unter Heinz Schmalschläger zentrale Steuerungsstelle, an der Westfront war es Oskar Reile mit der Leitstelle III West in Paris.
Beispiele:
- Das Frontaufklärungskommando 307 unter Major und Gegenspionage-Fachmann Hermann-Josef Giskes führte zusammen mit dem SD das sogenannte „Englandspiel“, wobei es sich um ein erfolgreiches Funkspiel handelte, dass gegen die britischen Kommandos der Special Operations Executive (SOE) gerichtet war.

- Oberstleutnant Robert Franz von Tarbuk baute aus der Abwehrstelle Krakau heraus die Abwehrgruppe 3B der Abwehr III F auf. Unterstützt wurde er von dem gleichfalls aus Wien kommenden Major Franz von Korab. Beide hatten mit Hilfe der OUN ein großes ukrainisches Netz im Grenzgebiet um Przemysl gegen sowjetische Spione eingerichtet. Das OUN-Mitglied Michael Korzhan hat dieses Netz in aller Ausführlichkeit beschrieben.[5]

## Ic/Abwehroffizier (Ic/AO)
Die Frontaufklärungseinheiten unterstanden operativ den Ic/Abwehroffizieren (Ic/AO) der Heeresgruppen und der Armeeoberkommandos. Der Ic/Abwehroffizier (Ic/AO) war als Angehöriger des militärischen Geheimdienstes Abwehr das Bindeglied zwischen der geheimen Frontaufklärung und der militärischen Lageberichterstattung, dem Feindnachrichtendienst. Der Ic/AO war in den höheren Stäben der Truppe dem Dritten Generalstabsoffizier, dem für die Nachrichtenlage zuständigen Ic-Offizier unterstellt. Er war verpflichtet, Informationen zur Feindlage an den Ic-Offizier weiterzugeben. Die Ergebnisse der Frontaufklärung flossen so auch in die Lagebeurteilung der militärischen Führungsstäbe ein. Der Ic/AO hatte jedoch in reinen Abwehrfragen eine gewisse Autonomie und konnte selbständig entscheiden. Über den Ic/AO und die ihm unterstellte Geheime Feldpolizei liefen auch die Verbindungen zum Sicherheitsdienst (SD) der SS gemäß der Zuständigkeitsvereinbarungen zwischen Abwehr und SD.
Der Ic/Abwehroffizier hatte nur selten direkten Zugang zum Oberbefehlshaber, obwohl sein Tätigkeitsbereich für die Gestaltung der Besatzungspolitik von einiger Bedeutung war: Verbindung zu den höheren Stäben der Armeen und Befehlshabern inklusive ziviler Stellen und der SS, Abwehr von Spionage- und Sabotage, Verbindung zu der Abwehrkommandos, Überwachung des Fernsprechverkehrs, Propaganda, Presse, Zensur, politische Fragen. Der Abwehroffizier war auch für die Steuerung der Abwehrkommandos und für die Banden-Sabotagebekämpfung im Frontabschnitt zuständig. Ihm war deshalb die Geheime Feldpolizei seines Zuständigkeitsbereichs unterstellt.
Beispiel:
Gliederung der Gruppe Ic/AO in der Führungsabteilung der Heeresgruppe Mitte vom 1. Mai 1944
Ic/AO: Oberstleutnant i. G. Friedrich-Wilhelm von Rothkirch und Panthen (war dem Ic-Offizier Oberstleutnant i. G. Hans-Heinrich Worgitzky unterstellt)
- Hilfsoffizier des Ic/AO, Hauptmann Birnbach, zuständig für Bandenlage und Personal;
- Abwehr-Verwaltung, Stabszahlmeister Decker;
- Feldpolizei-Direktor der HGr Mitte, Bernhard Niggemeyer mit GFP-Gruppe 570;
- Abteilung Wehrmacht Propaganda, Major Kost mit PK-Zug Mitte und Funkmeßtrupp Mitte;
- Abwehrkommando 103 (Hauptmann Herbert Dohnal);
- Abwehrkommando 203 (Oberstleutnant Georg Arnold);
- Abwehrkommando 303 (Oberstleutnant Georg Hutterer);
- Abwehr I G (Auswertung Beuteunterlagen und Technik, Oberleutnant Seul);
- Abwehr I Wi (Nachrichten auf dem Wirtschaftsgebiet, Oberleutnant Bauer).

## Das Ende der Frontaufklärung
Mit Weisung des Chefs Wehrmachtführungsstab an den Chef Fremde Heere West im Generalstab des Heeres vom 26. Juni 1944 wurden die Feldverbände der vormaligen Abwehrabteilungen I, II und III im Westen als Frontaufklärungs-Truppen zusammengefasst. Im Osten unterstanden die entsprechenden Frontaufklärungsverbände dem Oberkommando des Heeres. Doch schon kurz nach dem Attentat auf Hitler am 20. Juli 1944 kam die gesamte Frontaufklärung weitgehend unter die Kontrolle des Reichssicherheitshauptamtes (RSHA), was bei den betroffenen Verbänden der Abwehr II und III aber nur die Anbindung ihrer Spitzengliederung an das RSHA betraf. Die Verbände selbst blieben dennoch Wehrmachtseinheiten. Die Frontaufklärung I Ost und III Ost blieben unter der bisherigen Kontrolle von Fremde Heere Ost (Oberst Reinhard Gehlen), Frontaufklärung I West verblieb bei der Gruppe Frontaufklärung beim Wehrmachtsführungsstab/Ic (Oberst Hugo von Süsskind-Schwendi). Der Chef der Auslandsaufklärung im RSHA, Walter Schellenberg, war mit den so erzielten Ergebnissen unzufrieden. Am 1. Dezember 1944 erfolgte schließlich die Zusammenfassung der unter der Wehrmacht verbliebenen Frontaufklärungsverbände in der Abteilung Mil F des RSHA unter Oberstleutnant i. G. Georg Buntrock, einem Schwager von Reinhard Gehlen.
Buntrock rang zusammen mit Gehlen bis Kriegsende um den Zugriff auf die Frontaufklärung I mit Obersturmbannführer Otto Skorzeny vom RSHA, der nach dem Zugriff auf Frontaufklärung II auch die Frontaufklärung I vereinnahmen wollte. Er konnte das zwar verhindern, die Konkurrenz zwischen Buntrock und Skorzeny mündete jedoch in eine Dauerfehde, die auch nach dem Krieg noch anhielt.
Methoden und Personal der Frontaufklärung fanden nach dem Krieg Eingang in die Auseinandersetzung der westlichen Geheimdienste mit der Sowjetunion und ihrer Verbündeten. Als ehemalige Abwehrangehörige waren sie so weiter im Geheimdienstmilieu tätig und mieden zumeist öffentliche Darstellungen. Viele fanden den Weg in die Organisation Gehlen, zum BND, zum Verfassungsschutz oder zur Bundeswehr. Der BND definierte den Begriff der „Frontaufklärung“ als „Nachrichtengewinnung aus dem Kampfgebiet im Kriege durch Spezialeinheiten des BND und der Truppe“.

## Personal der Frontaufklärung
Das Personal der Frontaufklärung erlangte im Kalten Krieg enorme Bedeutung. Zu den bekanntesten Personen gehören:
- Siegfried Graber, Hauptmann und 1944 Leiter des Aufklärungskommandos 104, nach dem Krieg leitender Angehöriger der Organisation Gehlen und des BND;
- Kurt Benno Fechner, Oberstleutnant und Chef Leitstelle II Südost für Frontaufklärung und erster Chef des österr. Nachrichtendienstes;
- Siegfried Ziegler, Hauptmann der Abwehr II und Adjutant von Kurt Fechner, klärte für den BND und Adenauer die SPD auf;
- Oskar Reile, Oberstleutnant und Chef der Leitstelle III West, nach dem Krieg Führungskraft in der Org. Gehlen und im BND;
- Murad Ferid, als Oberleutnant im Stab des Amtes MIL D des RSHA, zuständig für die Frontaufklärung II Südost, nach dem Krieg Staatsanwalt und Hochschullehrer in München;
- Heinz Schmalschläger, Oberstleutnant und Chef der Leitstelle III Ost, nach dem Krieg Führungskraft in der Org. Gehlen und im BND;
- Friedrich-Wilhelm von Rothkirch und Panthen, genannt Wolf (geb. 23. September 1897 in Hirschberg/Schlesien), letzter Dienstgrad Oberst, gehörte unter dem Decknamen „Roderich“ nach dem Krieg der Organisation Gehlen an und war für die Gegenspionage zuständig (Bodo Hechelhammer, Spion ohne Grenzen, Schöningh, Paderborn, 2017, ISBN 978-3-506-78694-4, S. 56).
- Herbert Dohnal, als Hauptmann Leiter des Aufklärungskommandos 103, nach dem Krieg Leiter der Dienststelle GV A der Organisation Gehlen;
- Georg Buntrock, ab Dezember 1944 als Oberst Leiter des Amtes MIL F für Frontaufklärung im Reichssicherheitshauptamt (RSHA), nach dem Krieg Führungskraft in der Org. Gehlen und im BND;
- Kurt Kohler, Leiter der Aufklärungskommandos 304, 311 und 326. Nach dem Krieg Leiter der Spionageabwehr/Gegenspionage der Org. Gehlen und des BND;
- Richard Gerken, als Hauptmann Leiter des Frontaufklärungskommandos 213, nach dem Krieg beim Verfassungsschutz in Düsseldorf und Hannover, dann Leiter der Beschaffung beim Bundesamt für Verfassungsschutz (BfV) in Köln;
- Eugen Weyde, Leutnant und Leiter des FAT 213 in Ungarn, nach dem Krieg beim BfV in Köln.